# Michail Lwowitsch Lidow
Michail Lwowitsch Lidow (russisch Михаил́ Льво́вич Ли́дов; * 4. Oktober 1926 in Tscherkassy, Ukrainische SSR, Sowjetunion; † 30. Dezember 1993 in Moskau) war ein sowjetischer Astronom und angewandter Mathematiker mit dem Spezialgebiet Himmelsmechanik. Er ist bekannt für seine Entdeckung, gleichzeitig mit Yoshihide Kozai, des Lidow-Kozai-Effekts.

## Leben
Lidow hatte eine schwierige Kindheit und Jugend. Sein Vater Leo I. Lidow (1898–1984) wurde 1934 verhaftet, verbrachte 21 Jahre in Lagern und Verbannung und kehrte erst nach der Rehabilitation 1955 nach Hause zurück. Michail Lidow leistete 1944 bis 1951 Wehrdienst in der Roten Armee. Bereits 1949 hatte er ein Fernstudium begonnen und diplomierte 1954 an der Lomonossow-Universität Moskau. Er arbeitete zunächst unter Sedow und ab 1957 am Institut für angewandte Mathematik unter Keldysch für die Sowjetische Raumfahrt. 1964 wurde er ohne vorherige Verteidigung der Doktorarbeit promoviert. Er unterrichtete Theoretische Mechanik und seine Vorlesungen wurden postum veröffentlicht.
1953 heiratete er und 1959 wurde sein Sohn Alexej geboren, der Kunsthistoriker und Byzantist wurde. 
Michail Lidow starb im Dezember 1993 an einem Herzinfarkt im Alter von 67 Jahren.

## Auszeichnungen und Ehrungen
- 1960 erhielt er den Lenin-Preis für seine Beiträge zum sowjetischen Raumfahrtprogramm.
- 1970 erhielt er den Orden des Roten Banners der Arbeit für die Teilnahme am Luna-Programm
- 1993 wurde der Asteroid (4236) Lidov nach ihm benannt.